# XXVI. Zimske olimpijske igre – Francuske Alpe 2030.
XXVI. Zimske olimpijske igre – Francuske Alpe 2030. (fr. XXVIes Jeux Olympiques d'hiver de 2030) predstojeći su međunarodni višešportski događaj koji bi se trebao održati od 1. do 17. veljače 2030. u Francuskim Alpama.

## Izbor domaćina
Kao dio novog procesa prijave za Olimpijske igre, Komisija za buduće domaćine Međunarodnoga olimpijskog odbora nominirala je Francuske Alpe kao svog preferiranog kandidata 29. studenog 2023. Kandidatura Francuskih Alpa odobrena je tijekom 142. zasjedanja MOO-a u Parizu 24. srpnja 2024.

## Mjesta održavanja Igara
Događaji će se održavati u departmanima Alpes-Maritimes i Hautes-Alpes u regiji Provansa-Alpe-Azurna obala (s prefekturom Nicom koja je domaćin većine događaja na ledu), te u departmanima Haute-Savoie i Savoie u regiji Auvergne-Rhône-Alpesu.
Očekuje se da će se svečanost zatvaranja održati u Nici na sedam kilometara dugoj promenadi Promenade des Anglais. Mjesto održavanja ceremonije otvaranja još nije određeno, ali čelnik organizacijskog odbora Edgar Grospiron u intervjuu za „Le Monde” predložio je da bi se ceremonija mogla održati u metropoli Lyonu; sjedište organizacijskog odbora nalazi se u „Parc Olympique Lyonnais” u Décines-Charpieu. Laurent Wauquiez, predsjednik Regionalnog vijeća Auvergne-Rhône-Alpes, zalagao se da Val-d'Isère bude domaćin otvaranja tijekom Igara.
Jedini sport koji još nema potvrđeno mjesto održavanja je brzo klizanje na duge staze. Odbor je istražio različite mogućnosti, uključujući obnovu postojećih objekata u Albertvilleu ili Grenobleu ili održavanje događaja izvan zemlje, bilo na Oval Lingottu u Torinu (koji je prethodno bio domaćin brzog klizanja na dugim stazama na Zimskim olimpijskim igrama 2006. i najbliže je mjesto izvan regija domaćina), ili Thialfu u Heerenveenu (Nizozemska).